# 延岡市立南浦中学校
延岡市立南浦中学校（のべおかしりつ みなみうらちゅうがっこう）は、宮崎県延岡市熊野江町にある公立の中学校。

## 概要
2014年に旧・熊野江中学校と旧・浦城中学校を統合して開校した。なお、当校の敷地は、旧・熊野江中学校の敷地を継承したものである。

## 沿革
- 1947年5月8日 - 南浦村立熊野江中学校が開校。浦尻小学校に浦尻分校を設置。
- 1955年4月1日 - 延岡市との合併により、延岡市立熊野江中学校に改称。
- 1959年4月1日 - 浦尻分校を浦城分校に改称。
- 1965年4月1日 - 校舎完成に伴い、浦城分校が移転。
- 1966年4月1日 - 浦城分校が浦城中学校として分離。
- 2014年4月1日 - 熊野江中学校と浦城中学校を統合して開校。

## 通学区域
南浦中学校の通学区域には以下の区域が指定されている。
- 浦城小学校 通学区域
- 熊野江小学校 通学区域

## アクセス
- バス：宮崎交通「支所前」バス停下車、徒歩2分